# Beveridgeov model zdravstvenega varstva
Beveridgeov model nacionalne zdravstvene službe je model zdravstvenega varstva, ki temelji na predpostavki, da mora celotno socialno in zdravstveno varnost svojim državljanom zagotoviti država. Model je nastal v Združenem kraljestvu leta 1942, njegov idejni oče pa je s svojim delom Beveridge Report, William Henry Beveridge, angleški ekonomist in reformist. To njegovo delo je spodbudilo ustanovitev NHS (National Health Service, Javne zdravstvene službe), kar je bila posledica nesprejemljive revščine po koncu druge svetovne vojne.

## Financiranje , upravljanje in nadzor ter vloga zdravnikov
Celotno področje zdravstvenega varstva se financira iz davkov brez, da bi državljani plačevali prispevke. O sredstvih, dodeljenih zdravstvenemu varstvu odloča, v okviru proračuna, parlament, vlada pa odloča o organizaciji zdravstvene službe, je njen nosilec, ustanovitelj in investitor. Za upravljanje sistema na vseh nivojih skrbi NHS, ki s predpisi ureja tudi pravice in dolžnosti zdravnikov. Ti so sicer zasebniki, vendar so posredno v pogodbenem razmerju z NHS in so kot taki, javni uslužbenci.
Zamisel Beveridgevega modela je povzel tudi Semaškov model socialistične zdravstvene službe.